# Incidente della base di Kinross
L'incidente della base di Kinross si riferisce alla misteriosa scomparsa nel 1953 di un aereo militare statunitense il cui equipaggio era formato dal pilota Felix Moncla e dall'operatore radar Robert Wilson. L'evento è noto anche come scomparsa di Felix Moncla e Robert Wilson.
L'aereo era decollato dalla Kinross Air Force Base con il compito di intercettare un velivolo sconosciuto rilevato dai radar statunitensi vicino al confine con il Canada. Alcuni ufologi hanno ipotizzato che l'aereo sia entrato in collisione con un UFO o addirittura che sia stato vittima di un rapimento alieno.

## Storia
La sera del 23 novembre 1953 il radar dell'Air Defence Command statunitense ubicato a Sault Ste. Marie riscontrò un oggetto non identificato vicino al Lago Superiore, sullo Soo Locks vicino al confine tra Stati Uniti d'America e Canada. Dalla vicina base aerea di Kinross fu inviato a investigare un aereo da caccia F-89C Scorpion, pilotato dal tenente Felix Moncla con l'assistenza del sottotenente Robert Wilson in qualità di operatore radar. Wilson ebbe problemi a tracciare il bersaglio con il radar di bordo, così fu guidato dal radar di terra dell'Air Command. Nella prima comunicazione radio Moncla disse di non vedere nulla, nella seconda disse che aveva stabilito un contatto visivo con un oggetto distante circa dieci miglia e che avrebbe proceduto all'avvicinamento. Il radar di terra seguì l'avvicinamento dell'aereo all'oggetto sconosciuto e dopo circa 30 minuti i due segnali furono molto vicini e si fusero in un unico segnale. L'operatore radar pensò che Moncla avesse volato sopra o sotto l'oggetto e si aspettava di vedere ricomparire il segnale, ma ciò non avvenne; all'improvviso, l'unico segnale poco prima riscontrato scomparve dal radar. Il controllo a terra cercò subito di contattare Moncla via radio sulla frequenza di emergenza, ma non ottenne alcuna risposta. Venne diramato l'allarme e fu subito avviata un'attività di ricerca e soccorso da parte di aerei statunitensi; vennero coinvolti anche aerei canadesi, ma non fu trovata alcuna traccia del caccia statunitense.

## Ipotesi

### Spiegazioni dell'aviazione statunitense
L'United States Air Force disse inizialmente che Moncla stava seguendo un aereo canadese che aveva sconfinato e non si era accorto di essere seguito e attribuì la causa dell'incidente a un attacco di vertigini del pilota, che gli avrebbe fatto perdere il controllo dell'aereo che sarebbe precipitato nel Lago Superiore. Questa ricostruzione dei fatti fu messa in dubbio perché non spiegava come mai né Moncla né Wilson avessero tentato di lanciare l'allarme via radio o di lanciarsi con il paracadute. L'ipotesi delle vertigini del pilota non fu menzionata nel rapporto finale dell'USAF, secondo cui l'aereo sarebbe esploso ad alta quota; l'evento sarebbe avvenuto improvvisamente, senza dare ai piloti il tempo di fare qualcosa.
L'interpretazione fornita dall'USAF non spiegava alcuni aspetti della vicenda, così l'astronomo Donald Menzel, leader degli scettici sugli UFO, formulò una sua ipotesi. Secondo Menzel, l'aereo sarebbe precipitato nel Lago Superiore, per un malessere o un errore del pilota; non ci sarebbe da meravigliarsi del mancato ritrovamento di resti dell'aereo perché, se l'acqua è profonda e non si conosce esattamente il punto dell'impatto, è molto difficile ritrovare qualcosa. Secondo Menzel, il secondo segnale riscontrato sul radar, con cui il segnale dell'aereo si sarebbe fuso, sarebbe un'eco fantasma; questa spiegazione è stata però contestata, perché non spiegherebbe la prima rilevazione radar effettuata dalla base di Sault Ste. Marie, a seguito della quale fu inviato l'aereo di Moncla.

### Ipotesi degli ufologi
Secondo Donald Keyhoe l'aereo sarebbe entrato in collisione con un UFO, ma quest'ipotesi è stata negata dall'USAF, che ha affermato che l'apparente fusione dei due echi radar non implica necessariamente una collisione. Su richiesta del NICAP la Royal Canadian Air Force ha negato il coinvolgimento di un proprio aereo, smentendo l'ipotesi dell'USAF sull'identità del velivolo. L'ipotesi che l'aereo sia esploso ad alta quota è stata pure contestata, perché in questo caso, sulla base di quanto è avvenuto in incidenti di questo tipo, si sarebbero dovuti ritrovare parecchi detriti sulla superficie del lago. Secondo il MUFON, sull'incidente si possono fare due ipotesi: l'aereo di Moncla entrò in collisione con un UFO o fu in qualche modo distrutto dall'oggetto sconosciuto; l'aereo intercettò un altro aereo temporaneamente non identificato, fece l'identificazione e poi precipitò per cause sconosciute. L'ufologo canadese Gordon Heath ritiene che Moncla e Wilson sarebbero stati vittime di un rapimento alieno. Il caso è stato esaminato anche dall'ufologo Kevin Randle, che ha messo in evidenza che per spiegare la scomparsa dell'aereo vi sono oggi due correnti di pensiero: la caduta del velivolo nel Lago Superiore e il rapimento alieno. La prima ipotesi è la più probabile, ma non c'è la certezza, dal momento che il relitto non è stato ritrovato; la seconda ipotesi implica che l'aereo si dovrebbe trovare in un mondo alieno come reperto di un pianeta "primitivo", ma non c'è alcuna prova che le cose stiano così.